# Jogo de simulação social
Os jogos de simulação social são um subgênero dos jogos de simulação de vida que exploram as interações sociais entre múltiplas personagens. Alguns exemplos incluem as séries The Sims e Animal Crossing.

## História

### Influências e origens
Quando o The Sims foi lançado em 2000, foi referido como "quase o único jogo do seu género",  mas há vários precursores importantes para The Sims e o género de simulação social. O criador do jogo, Will Wright, reconheceu a influência de Little Computer People [en],  um jogo de 1985 para Commodore 64, e também reconheceu a influência das casas de bonecas em The Sims.
O Animal Crossing foi lançado em Abril de 2001 para a Nintendo 64 no Japão, e oito meses depois foi lançada uma versão para a Nintendo GameCube. Esta versão foi localizada e lançada mais tarde na América do Norte, Austrália e Europa. O jogo, e a série Animal Crossing, é considerado um jogo de simulação social. A jogabilidade é descrita como não-linerar, em que o jogador é um humano que se mudou para uma aldeia povoada por animais antropomórficos. O jogador pode participar em várias actividades que incluem colecionar itens, plantar plantas, apanhar insectos, pescar, socializar com os residentes da aldeia, participar em eventos, e contribuir para o desenvolvimento da aldeia.
Story of Seasons, uma série anteriormente conhecida como Harvest Moon, em que primeiro jogo foi lançado em 1996, é frequentemente descrita como uma série de jogos de simulação social, em conjunto com o Animal Crossing. A série consiste em cultivar campos e criar gado, com elementos de simulação social como fazer amigos com as pessoas da cidade e criar uma família.

## Exemplos
- Little Computer People [en] (1985) — por David Crane, publicado pela Activision
- Série Persona — desenvolvida e publicada principalmente pela Atlus, propriedade da Sega
- Série Story of Seasons — criada por Yasuhiro Wada, propriedade da Marvelous Inc.
- Série Shenmue:
  - Shenmue (1999) — desenvolvido e publicado pela Sega
- Série Os Sims — desenvolvida pela Maxis e publicada pela Electronic Arts
- Série Animal Crossing — desenvolvida e publicada pela Nintendo
- Singles: Flirt Up Your Life (2004) — desenvolvido por Rotobee e publicado por Deep Silver
- Tomodachi Life (2013) — desenvolvido e publicado pela Nintendo
- Stardew Valley (2016) — desenvolvido por Eric "ConcernedApe" Barone